# Монреаль Юкрейнианс
«Монреаль Юкрейнианс» (англ. Montreal Ukrainians, укр. Спортове товариство «Україна» (Монреаль), рус. Спортивное товарищество «Украина» (Монреаль)) — канадский футбольный клуб из Монреаля. Трижды играл в Национальной футбольной лиге Канады, наивысшее достижение — 8-е место в сезоне 1964 года.

## История
Клуб был основан украинскими иммигрантами 20 ноября 1949 года. Первоначально носил название «Днепр». Первым главой клуба стал Ярослав Сербин. Поначалу команда выступала в различных турнирах Квебека. Первый успех к «Юкрейнианс» пришёл в 1955 году, когда команда сначала выиграла свой первый Кубок Квебека, а затем вышла в финал Кубка Вызова, но уступила «Вестминстер Роялс». Через 2 года «Юкрейнианс» уже одержала победу в этом турнире, обыграв в финале «Ванкувер Норт-шор» со счётом 2:1. Ни одна другая команда украинских иммигрантов не выигрывала этот кубок. Следующий кубковый успех датируется 1969 годом, когда победив в Кубке Квебека, «Юкрейнианс» победили чемпионов Онтарио «Садбери Полиш Уайт Иглз» (5:2), затем чемпиона Ньюфаундленда, но проиграли в финале клубу «Ванкувер Колумбус» со счётом 0:10. Затем команда ещё один раз победила в Кубке Квебека в 1972 году, а в 1979 году выиграла кубок Футбольной федерации Квебека.
Клуб трижды принимал участие в Национальной футбольной лиге Канады: в сезоне-1959 он занял 10-е место, в сезоне-1960 — 11-е, а в сезоне-1964 — 8-е.

## Известные игроки
В список включены игроки, выступавшие за сборные своих стран
- Уолт Закалюжный
- Зенон Снылык
- Остап Стецкив